# Plévenon
Plévenon is een gemeente in het Franse departement Côtes-d'Armor (regio Bretagne). De plaats maakt deel uit van het arrondissement Dinan. Plévenon telde op 1 januari 2022 757 inwoners.

## Geografie
De oppervlakte van Plévenon bedroeg op 1 januari 2022 13,73 vierkante kilometer; de bevolkingsdichtheid was toen 55,1 inwoners per km².
De onderstaande kaart toont de ligging van Plévenon met de belangrijkste infrastructuur en aangrenzende gemeenten.

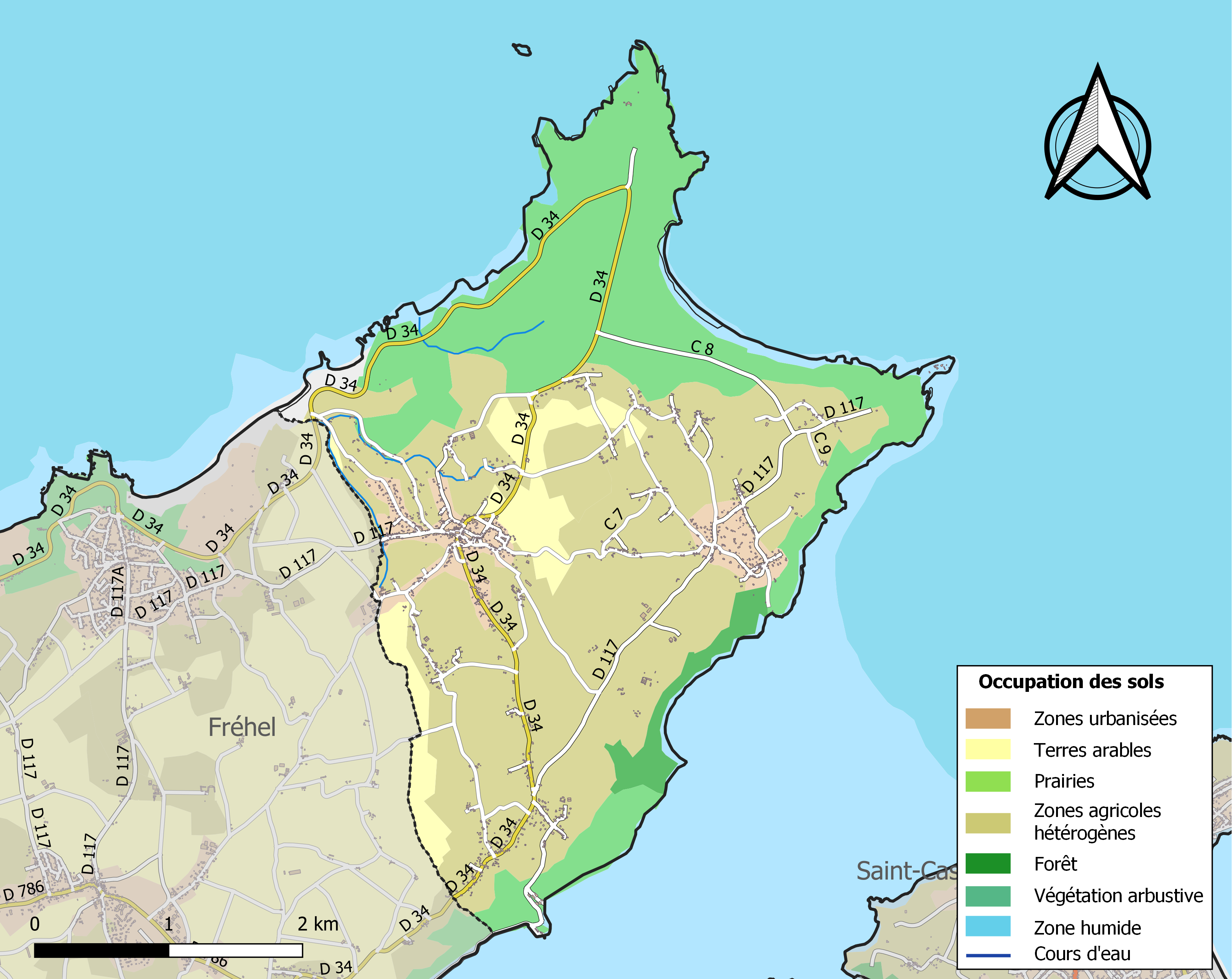

## Demografie
Onderstaande figuur toont het verloop van het inwonertal (bron: INSEE-tellingen).